# Martine Camillieri
Martine Camillieri, née en 1949 à Lyon, est une artiste plasticienne, scénographe et écrivaine française. 
Militant pour « limiter les objets sur terre », elle explore dans son travail les thématiques de l'écologisme et de la décroissance, pratiquant notamment le surcyclage. 
Elle vit et travaille à Malakoff et dans le Perche. 

## Biographie
Née à Lyon en 1949, Martine Camillieri grandit à Hô Chi Minh-Ville puis dans la région de Nice,,. Après des études à l’École nationale supérieure d'art de Nice, villa Arson, elle devient en 1972 directrice artistique dans la publicité. 
En 1999, avec son compagnon Bernd Richter, elle ouvre à Malakoff, où elle réside, La Périphérie, un lieu d'exposition pour la jeune création. L'année suivante, confrontée à la perspective de travailler sur une campagne de la multinationale américaine Monsanto, elle décide de quitter le monde de la publicité. 
Engagée contre la surconsommation, Martine Camillieri devient scénographe et auteure-plasticienne, explorant les thématiques de l'écologisme, du recyclage, de la biodiversité,. À partir de 2003, elle expose son travail (Le Lieu unique, Maison des Arts de Malakoff, domaine de Chamarande, fondation Espace Écureuil pour l’art contemporain à Toulouse...) et publie de nombreux livres, dont une bonne partie à destination des enfants,. 
Entre 2008 et 2019, elle répertorie sur le site Objets perdus des objets perdus avec leur GPS, afin de les rendre à leurs propriétaires. 
Adepte du slow tourisme, qu'elle pratique à partir de 2008 dans un fourgon aménagé surnommé son « Kmion », elle tire de son expérience plusieurs ouvrages,,. 
L'alimentation est un autre de ses thèmes de travail. En 2012, son projet Wild Food, qui traite des méfaits de l'industrie agroalimentaire, aboutit à un livre récompensé par le prix Gourmands Awards,, et à une installation au sein de l'exposition hors les murs L'art fait ventre du musée de la Poste au musée du Montparnasse en 2014. En 2017, Martine Camillieri participe à l'exposition Quand les artistes passent à table, leurs regards sur l’alimentation, organisée par le ministère de la Culture, et en 2021 à l’exposition Matières à mijoter, au MAIF Social Club à Paris, qui traite de l’autonomie alimentaire. 
Martine Camillieri vit et travaille à Malakoff et dans le Perche,. 

## Publications
- Touche pas à Rita !, Paris, P. Belfond, 1991, 211 p. (ISBN 2-7144-2609-3)
- Valérie Chazel et Frédéric Lebain (avec la collaboration de), Tables éphémères : petits arrangements ludiques autour de la table, Paris, Tana éd., coll. « Fou de food », 2003, 142 p. (ISBN 2-84567-085-0)
- Valérie Chazel (avec la collaboration de), Jouets détournés : petits bricolages régressifs, Paris, Tana éd., coll. « Joli home », 2004, 142 p. (ISBN 2-84567-163-6)
- Valérie Chazel (avec la collaboration de), À l'heure du goûter, Paris, Tana éd., coll. « Fou de food », 2005, 142 p. (ISBN 2-84567-228-4)
- Valérie Chazel (avec la collaboration de), Petite Cuisine au fond du jardin, Paris, Tana éd., coll. « Fou de food », 2006, 141 p. (ISBN 2-84567-264-0)
- Valérie Chazel (avec la collaboration de), Détourner les emballages, Paris, Tana éd., coll. « Joli home », 2007, 141 p. (ISBN 978-2-84567-419-6)
- Camille Lieri (sous le nom de) et Angélique Villeneuve (coaut.), Qu'est-ce que j'apporte ?, Paris, Tana éd., coll. « Silence je crée... », 2006, 94 p. (ISBN 978-2845673397)
- Angélique Villeneuve (coaut.), Petits Bouquets de cuisine, Paris, Tana éd., coll. « Foood », 2007, 100 p. (ISBN 978-2-84567-380-9)
- Angélique Villeneuve (coaut.), Petits Dîners pour les bluffer, Paris, Tana éd., coll. « Foood », 2007, 100 p. (ISBN 978-2-84567-423-3)
- Sonia Ezgulian (coaut.) (photogr. Emmanuel Auger), Du bon usage des ustensiles : petit travail décalé sur des objets si familiers, que parfois on en oublierait les autres tâches auxquelles ils sont destinés, Paris, Éd. de l'Épure, 2009, 138 p. (ISBN 978-2-35255-094-5)
- Je sais cuisiner pour mes doudous, Paris, Éd. de l'Épure, 2010, 301 p. (ISBN 978-2-35255-153-9)
- Petits Riens & Nothing more : entretiens avec Marie Gayet, Paris, Éd. de l'Épure, coll. « Food & design », 2010, 135 p. (ISBN 978-2-35255-154-6)
- Ma petite histoire avant d'être né (ill. Gaspard Richter), Paris, Hélium, 2011, 73 p. (ISBN 978-2-35851-081-3)
- Le Zeste, Paris, Hélium, coll. « Dix façons de le préparer », 2011, 10 p. (ISBN 978-2-35255-176-8)
- Wild Food, les nourritures féroces qui nous empoisonnent, Paris, Hélium, 2012, 158 p. (ISBN 978-2-35255-207-9). Prix Gourmands Awards 2012
- Angélique Villeneuve (coaut.), Les Très Petits Cochons, Paris, Seuil jeunesse, 2013, 40 p. (ISBN 979-10-235-0060-8)
- Jamais sans mon Kmion, Paris, Éd. de l'Épure, 2014, 299 p. (ISBN 978-2-35255-223-9)
- Le Gros Livre des petits bricolages, Paris, Seuil jeunesse, 2016, 222 p. (ISBN 979-10-235-0737-9)
- La Princesse au si petit pois, Paris, Seuil jeunesse, 2016, 36 p. (ISBN 979-10-235-0676-1)
- Le Trop petit Poucet, Paris, Seuil jeunesse, 2018, 40 p. (ISBN 979-10-235-1021-8)
- Bernd Richter (coaut.), Tout en Kmion, Paris, Éd. de l'Épure, 2018, 300 p. (ISBN 9782352552970)
- Le Gros Livre des petits jardinages, Paris, Seuil jeunesse, 2021, 209 p. (ISBN 979-10-235-1529-9)
- Mais où sont mes doudous ?, Paris, Nathan, 2021, 37 p. (ISBN 978-2-09-259670-8)